# Burchard van Aken

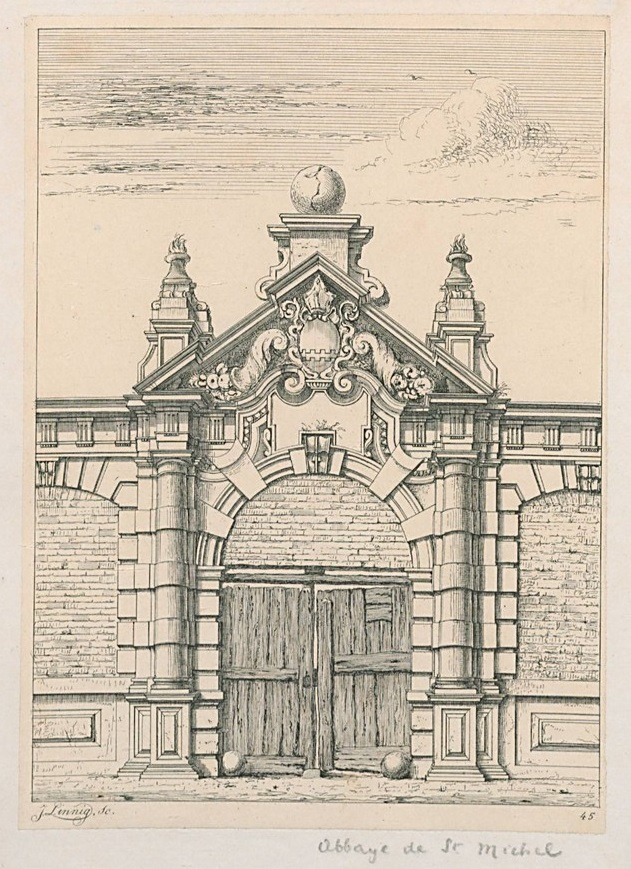
Voormalige toegangspoort van deze abdij in Antwerpen

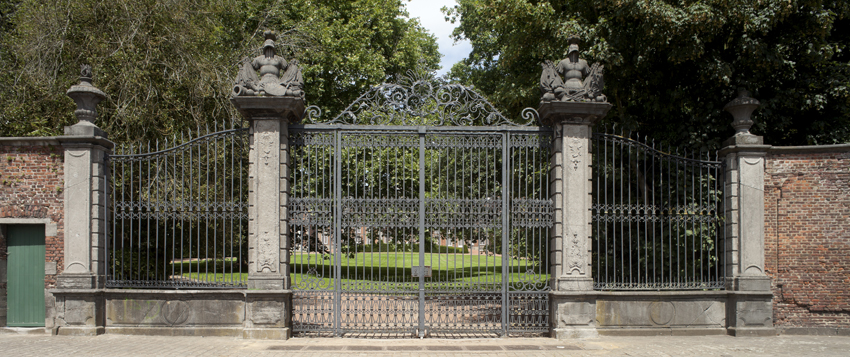
Voormalige abdij Sint-Foillanus in Le Roeulx; het kasteelpark bevat de fundamenten ervan.

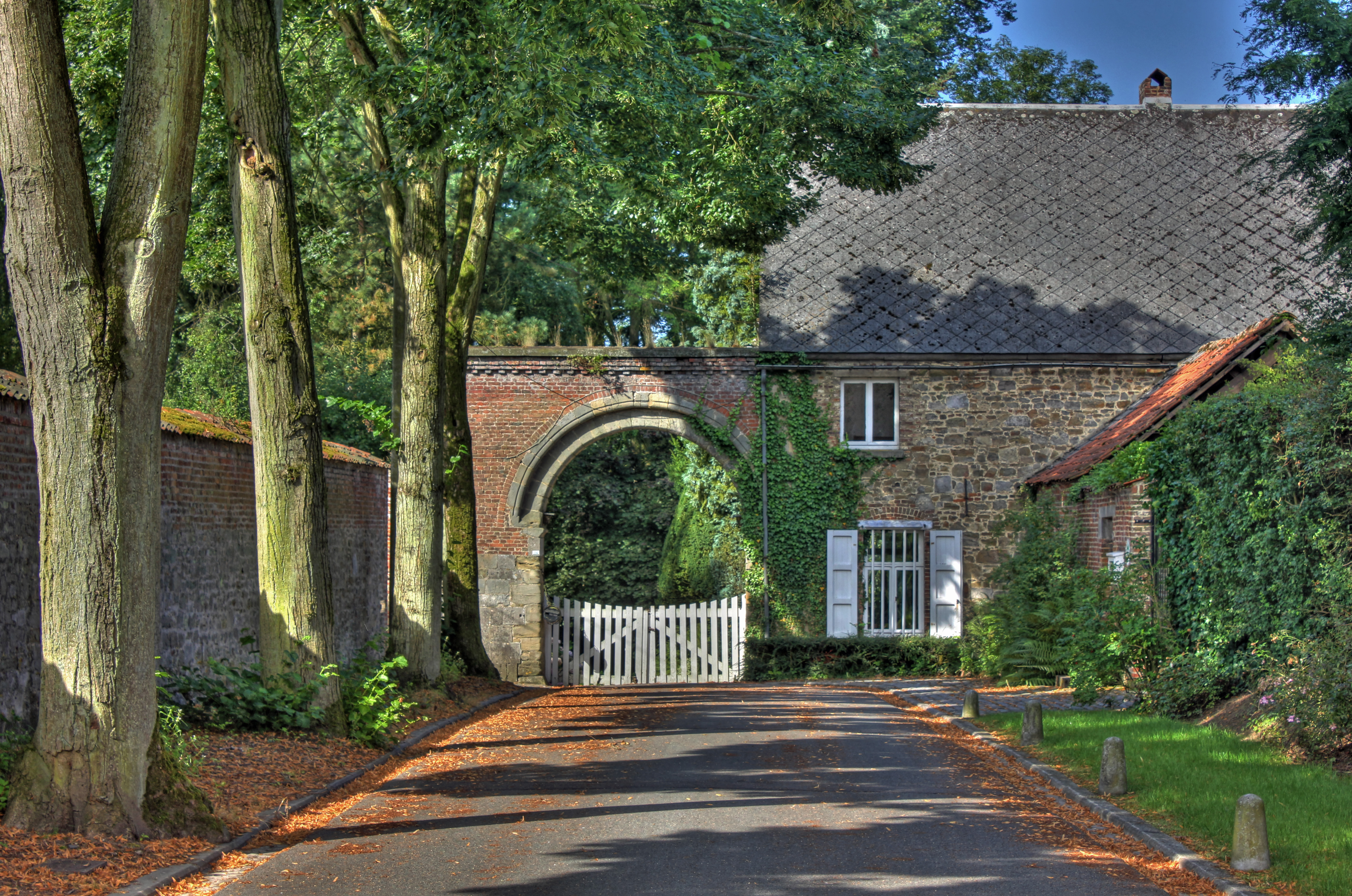
In Le Roeulx staat het gerestaureerd portiershuis.

Burchard van Aken (onbekende geboortedatum - 3 januari 1130) was graaf-bisschop van Kamerijk, van 1116 tot zijn dood in 1130. Hij was een hoveling van de Rooms-Duitse keizer Hendrik V en keizerin Mathilde.

## Levensloop
Burchard kreeg zijn bijnaam van Aken door zijn verbondenheid, waarschijnlijk als kanunnik, met het Mariamunster van Aken, de keizersstad van het Rooms-Duitse Rijk. Het Mariamunster met zijn hofkapel was een deel van de Akense koningspalts. Hij werkte er voor keizer Hendrik V, voor wie hij naar Engeland reisde om de toekomstige keizerin Mathilde te begeleiden naar Aken. In 1114 verkoos het kapittel van de kathedraal van Kamerijk hem tot nieuwe bisschop, weliswaar onder druk van keizer Hendrik V. Het hoofd van de kerkprovincie, de aartsbisschop van Reims, wachtte op de pauselijke goedkeuring en dit omwille van de Investituurstrijd tussen keizer en paus. Burchard zou in de jaren 1114-1116 tweemaal naar Rome reizen om zijn benoeming in orde te krijgen. Het graaf-bisdom Kamerijk lag in een uithoek van het Rooms-Duitse Rijk, aan de Schelde. Het bisdom strekte zich toen uit van Kamerijk tot Antwerpen en was een van de meest uitgestrekte bisdommen in de Nederlanden.

## Bisschop van Kamerijk
In 1116 volgde dan zijn wijding in Reims, met pauselijke goedkeuring, tot bisschop van Kamerijk. Burchard verdeelde zijn tijd tussen het hofleven in Aken, pausbezoeken in Rome en zijn bisdom Kamerijk. Hij werkte nauw samen met de Orde van de Premonstratenzers en liet toe dat zij 2 abdijen stichtten in het bisdom Kamerijk:
- In Antwerpen (markgraafschap Antwerpen) stichtten zij de abdij van Sint-Michiel (1124). Na de Franse Revolutie en de beschietingen door de troepen van Chassé blijft hiervan niets over.
- In Le Roeulx (graafschap Henegouwen) stichtten zij de abdij van Sint-Foillanus (1125). Na de Franse Revolutie bleef hiervan nauwelijks iets over, enkel wat grondstenen in het park van het kasteel van Le Roeulx. Alleen het portiershuis van de abdij is heropgebouwd.

De naam van Burchard verschijnt op de lijst van kerkvaders bij het Eerste Lateraans Concilie (1123) in Rome. Hij verwierf een stuk kerkelijk grondgebied van het bisdom Atrecht.
Na de dood van zijn vriend keizer Hendrik V, reisde hij nogmaals naar Rome (1125) om de verkiezing van de Rooms-Duitse koning Lotharius III officieel aan de paus te melden.

## Graaf van het Kamerijkse
Het minuscule graafschap van het Kamerijkse grensde onmiddellijk aan het Koninkrijk Frankrijk, meer bepaald aan het graafschap Vlaanderen. Burchard leefde op erg gespannen voet met de ambitieuze graaf van Vlaanderen, Karel van Denemarken, tot deze laatste vermoord werd in 1127.
- Gemeinsame Normdatei: 135738237
- Virtual International Authority File: 6157918